# Барро, Жан-Луи
Жан-Луи́ Барро́ (фр. Jean-Louis Barrault, 8 сентября 1910, Везине, Ивелин — 22 января 1994, Париж) — выдающийся французский актёр и режиссёр.

## Биография
Закончил престижный столичный лицей Шапталя. Учился у Ш. Дюллена, играл у него в труппе (1933—1935), позже ставил в его театре Лафорга, Фолкнера, Гамсуна (последнего — вместе с Роже Бленом). Увлекался мимическим искусством. В 1940—1946 — в «Комеди Франсез», поставил Федру Расина, Атласный башмачок Клоделя. В 1945 с огромным успехом сыграл мима Батиста Дебюро в фильме М. Карне «Дети райка» (по сценарию Ж. Превера).

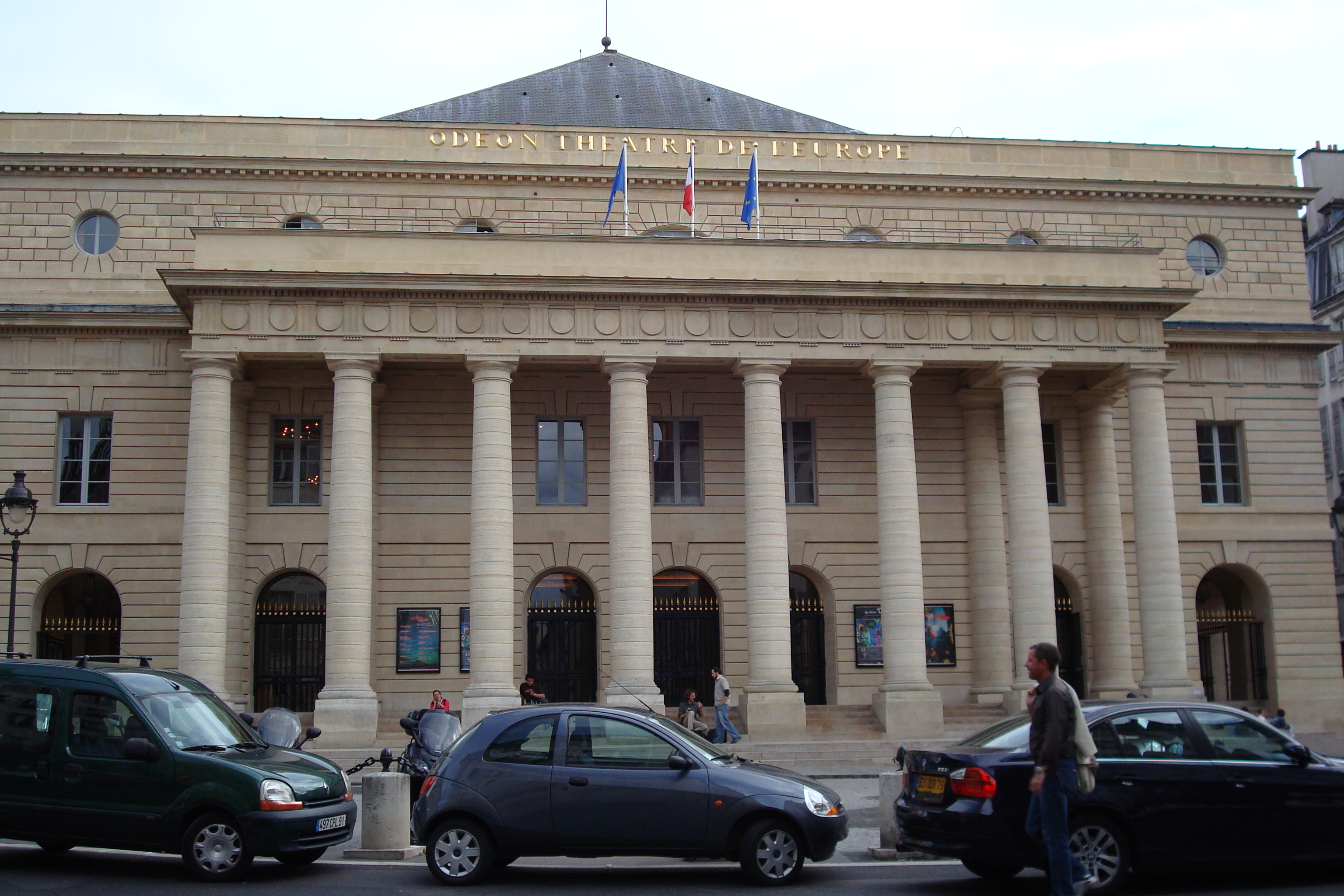
Театр Одеон

В 1946 году основал вместе с женой, актрисой Мадлен Рено (1900—1994), театральную компанию Рено-Барро; с 1953 выпускаются Тетради компании. Спектакли ставились в здании театра «Мариньи».
В 1959 по предложению министра культуры Андре Мальро возглавил столичный театр «Одеон».
На сцене театра шли пьесы классического репертуара (Шекспир, Расин) и современные произведения — драмы Беккета, Жене, Маргерит Дюрас.
В ходе Красного мая 1968 года "Одеон", возглавляемый Барро, подвергается месячной оккупации бунтующих студентов. Из министерства культуры до этого поступает устное распоряжение: «Если студенты начнут выполнять свой план, откройте перед ними двери и начните диалог!».  Дождавшись выхода из театра зрителей после спектакля, гошисты заполоняют собой весь зрительный зал и сцену,  после чего Барро пытается обратиться к собравшимся с речью: "Стоит неописуемый галдеж. Я беру слово. Ссылаюсь на международный характер Театра Наций. Меня никто не слушает. Все говорят одновременно [...] Из этого всеобщего беспорядка я делаю выводы: 1. Студенческое движение не направлено ни против определенного человека, ни против определенной программы (это будет сформулировано в их первом бюллетене). 2. Театр де Франс — символ «буржуазной культуры» — упразднен. 3. Отныне зал Одеона превратится в политический форум. 4. Всякий диалог невозможен". Начинается месячный период разгромления театра, бесконечных митингов и словопрений в стенах "Одеона". Захватившие устраивают там общежитие, приносят туда раненных и убитых, которые там и остаются до конца оккупации.
Воспользовавшись ситуацией французское правительство оставляет театр на разорение студентов, таким образом, спася важные административные здания, радио и телевидение. Барро отмечает, что и его вместе с труппой бросают на произвол, министр культуры Мальро дистанцируется от ситуации и не выходит на связь. О царящей атмосфере в театре во время и после погрома Барро пишет: 
«В лагере восставших различаю искренних студентов – таких, которые тоже начинают испытывать отвращение. А группы экстремистов, кажется, организованы лучше […] Мы чувствуем, что нас предали со всех сторон, и не испытываем желания к кому-либо примкнуть. Нам симпатичны только студенты – искренние. Мне кажется, что их предали, как и нас». 
«Терзаемый гневом, я прошел в «свой» театр [имеется в виду  после погрома - Википедия]. Слезы текли у меня, как струи пота, при виде этого оскверненного Одеона, склепа грязи, ненависти, отбросов, разорения, теперь опустевшего, лишенного всего живого. От мертвых помимо смрада тления разит запахом серого пороха, вызывающим терпкий вкус во рту, в котором язык и слизистые стали твердыми как зубы. Сцена, зал — разверстая пасть. Там дышишь зловонием. От него щиплет в носу. Одеон был осквернен надолго. […] Теперь этот старый Одеон, ради которого мы выкладывались девять лет, напоминал мне человека, замученного до смерти».
После "гробового молчания", только через 2 месяца, 28 августа Мальро отправляет Жана-Луи Барро в отставку за "различные заявления" в прессе, ложно ему приписанные в майской сутолоке, создавшей распространенный миф, что режиссер открыл театр для бунтовавших студентов, заявив им: "Барро мертв!". Историю месячной оккупации театра режиссер подробно излагает в своей книге "Воспоминания для будущего" по дням.

Создал собственный театр Д’Орсэ (впоследствии — фр. Le théâtre du Rond-Point), где ставил оригинальные композиции на основе текстов Рабле, Вольтера, Ницше, Жарри. Похоронен на кладбище Пасси.

## Родственники
Его племянница — киноактриса Мари-Кристин Барро, жена режиссёра Роже Вадима в 1990—2000, играла у Шлёндорфа, В. Аллена, А. Вайды, Э. Ромера и др.

## Творческий метод
Приверженец «тотального театра», Барро считал себя учеником А. Арто.

## Избранные театральные постановки
- 1946 — «Les Fausses Confidences» Мариво
- 1946 — «Гамлет» / Hamlet Шекспира
- 1947 — «L’Ours» Чехова
- 1947 — «Amphitryon» Мольера
- 1947 — «Le Procès», по Кафке, текст А. Жида и Ж.-Л. Барро
- 1948 — «L’Etat de siege» Камю
- 1948 — «Occupe-toi d’Amélie» Ж. Фейдо
- 1949 — «Les Fourberies de Scapin» Мольера
- 1950 — «Marlborough s’en va-t-en guerre» М. Ашара
- 1950 — «Le Répétition ou L’Amour puni» Ануя
- 1950 — «Les Mains sales» Сартра
- 1951 — «On ne badine pas avec l’Amour» Мюссе
- 1951 — «Bacchus» Кокто
- 1953 — «Christophe Colomb» Клоделя
- 1953 — «Pour Lucrèce» Жироду
- 1954 — «Le Misanthrope» Мольера
- 1954 — «Le Cerisale» Чехова
- 1955 — «L’Orestie» Эсхила
- 1955 — «Bérénice» Расина
- 1955 — «Intermezzo» Жироду
- 1955 — «Volpone» по Б. Джонсону, текст Ж. Ромена и Ст. Цвейга
- 1958 — «Le Soulier de satin» Клоделя

## Спектакли-пантомимы
- 1946 — «Baptiste», пантомима-балет по Ж. Преверу, муз. Жозеф Косма (в соавторстве с М. Марсо)
- 1947 — «La Fontaine de Jouvence» по Борису Кохно, муз. Жоржа Орика
- 1954 — «Renard», текст Ш. Ф. Рамю, муз. И. Стравинского
- 1955 — «Les Suites d’une course», мимофарс по Ж. Сюпервьелю, муз. А. Соге.

## Избранная фильмография
- 1937 — Странная драма / Drôle de drame
- 1942 — Фантастическая симфония / La symphonie fantastique
- 1945 — Дети райка
- 1948 — Человек людям / D’homme à hommes
- 1950 — Карусель
- 1959 — Диалог кармелиток / Le Dialogue des Carmélites
- 1961 — Тайны Бургундского двора

Играл в фильмах
- Пабста,
- Абеля Ганса,
- Марка Аллегре,
- Марселя Карне,
- Анатоля Литвака,
- Кристиан-Жака,
- Саша Гитри,
- Макса Офюльса,
- Жана Деланнуа,
- Жана Ренуара,
- Этторе Сколы и др.

## Тексты
- Réflexions sur le théâtre. Paris: J. Vautrain, 1949
- Je suis homme de théâtre. Paris: Éditions du Conquistador, 1955
- Nouvelles réflexions sur le théâtre. Paris: Flammarion, 1959
- Souvenirs pour demain. Paris: Éditions du Seuil,1972
- Comme je le pense. Paris: Gallimard, 1975
- Размышления о театре. М.: Изд-во иностр. лит-ры, 1963